# Frihetens murar
Frihetens murar är en svensk film från 1978 i regi av Marianne Ahrne och med manus av Ahrne och Renzo Casali. Casali spelade även filmens huvudroll som Sergio.

## Om filmen
Efter framgången med den Guldbaggevinnande Långt borta och nära (1976) fick Ahrne nytt förtroende som regissör med Frihetens murar. Ahrne fick idén till manuset efter ett skådespelarseminarium hösten 1976 på Teater 9, där Casali hade fungerat som tolk. I april 1977 överlämnades ett första manuskript till Svenska Filminstitutets producent Jörn Donner, som i stort var positivt inställd. Donner eftersökte medproducenter och produktionsgaranti, men fick nej överallt. Som en följd av detta arbetade Ahrne fram ett nytt manus med titeln Sorgens rötter, vilket reviderades ytterligare en gång tillsammans med fotografen Hans Welin och fick då återigen sitt ursprungliga namn.
Inspelningen ägde rum mellan den 28 november 1977 och 15 februari 1978 i trakten av Stockholm och Trelleborg, med Donner som producent och Welin som fotograf. Efterarbetet kom att dra ut på tiden och först i september 1978 stod filmen klar. Donner var inte nöjd med resultatet och försökte få Ahrne att klippa om filmen, vilket hon dock inte ville. Tveksamheten inför filmens kvalitet gjorde även att premiären dröjde till 26 december 1978, vilken ägde rum på biografen Lilla kvarn i Stockholm. Filmen kom inte att visas länge och sågs endast av knappt 4 000 biobesökare. Filmen visades senare i Sveriges Television den 18 januari 1982.
Inte heller internationellt fick filmen någon vidare spridning. Den togs dock ut att representera Sverige vid filmfestivalen i Moskva i augusti 1979. Då filmen var öppet kritisk mot den politiska situationen i Argentina föranledde visningen att den argentinska delegationen lämnade Moskva i protest, vilket gjorde att festivalledningen tog bort den svenska filmen ur tävlingen. De uteblivna framgångarna gjorde att det skulle ta sju år innan Ahrne fick chansen att regissera en långfilm på nytt.

## Handling
Den argentinske skådespelaren Sergio kommer till Sverige där han hyr ett rum hos Karin, 50 år. Sergio har en bild av Sverige som ett paradis, vilken kommer att förändras till det sämre då han förgäves försöker få kontakt med svenskarna. I samma hus som Sergio bor Anita och de inleder snart en relation. Efter ett tag flyttar de ihop, men de upptäcker snart att de inte kan nå varandra. Sergio tar farväl och beger sig Italien.

## Rollista
- Renzo Casali – Sergio
- Annicka Kronberg – Anita
- Marianne Stjernqvist – Karin
- Christine Kronberg – Katja
- Torgny Anderberg – hovmästare
- Brita Billsten – dam med spasm
- Karin Biribakken – flicka som sjunger på ett tåg
- Anders Börje – sångare på Hasselbacken
- Harry Carlson	– svenskamerikan på restaurang
- Gösta Engström – Svenne
- Curt Ericson – fyllo på centralen
- Svante Grundberg – kypare
- Olle Grönstedt – tågkonduktör
- Vivian Gude – elev
- Marie Louise Gustafsson – lärare
- Krister Henriksson – Svante
- Ahmadu Jarr – trummis
- Sissi Kaiser – tågresenär
- Lilga Kovanko – Ritva
- Mary Kronberg	– mormodern
- Coco Leonardi – Coco
- Margit Lindeman – Maggie
- Lars-Olof Löthwall – tjänsteman på arbetsförmedlingen
- Gunnar Schyman – Pricken
- Georgios Tsokanis – grek i restaurangköket
- Gilberto Valderama – Juan
- Märta Velander – sjungande fotbollsfestdeltagare
- Yoshi Yokawa – man i restaurangköket
- Anders Öhrn – gäst
- Teatergruppen Comuna Baires

### Fotnoter
1. 1 2 3 4 5  ”Frihetens murar”. Svensk Filmdatabas. http://sfi.se/sv/svensk-filmdatabas/Item/?itemid=5030&type=MOVIE&iv=Basic&ref=/templates/SwedishFilmSearchResult.aspx?id%3d1225%26epslanguage%3dsv%26searchword%3dfrihetens+murar%26type%3dMovieTitle%26match%3dBegin%26page%3d1%26prom%3dFalse. Läst 4 maj 2013.